# Partamaspat Partski
Partamaspat Partski bio je vladar Partskog Carstva te nešto poslije Hozrojene. Vladao je kao rimski klijentski kralj tih dviju država. Bio je samoproglašeni sin partskog cara Hozroja I. Veći dio svog života proveo je u rimskom egzilu. Vjerojatno je da je bio unuk Pakora I. i sin Aksidara, (Ašhadara, Šidara) (te time djed partskog vladara Bakura II.).
Nakon tog vremena pridružio se rimskom caru Trajanu kad je pošao u pohod u osvajanje Partije. Uspio je zauzeti glavni grad Ktezifont. Trajan je izvorno kanio pripojiti Partiju da bi postala dio Rimskog Carstva, no na kraju je umjesto toga odlučio postaviti Partamaspata kao rimskog klijentskog (vazalnog) kralja na prijestolje njegovog oca Hozroja I., što je i napravio 116. godine. Postavljen je kao Rex Parthiis Datus ("kralj dan Partima"), na mjesto njegovog zbačenog oca. Prijestolje mu je ugrožavao i Vologazom III., s kojim se borio dok je Vologaz bio u mladim fazama svog carevanja. Nakon što su se Rimljani povukli iz tih krajeva, Hozroje je lako porazio Partamaspata te vratio partsko prijestolje.
Poslije poraza u Partiji, Partamaspat je opet prebjegao Rimljanima koji su mu za utjehu dali mjesto suvladara u Hozrojeni, maloj rimskoj klijentskog državi koja se je nalazila između Mezopotamije, Armenije i Sirije. Kraljevao je Hozrojenom zajedno s Yalurom do 118. do 122. te poslije samostalno od 123. godine.